# ولاية القصرين
ولاية الڨصرين هي إحدى الولايات التونسية الأربعة والعشرين، تقع في وسط غرب تونس يحدّها من الشمال ولاية الكاف ومن الغرب ولاية تبسّة الجزائرية ومن الجنوب ولاية قفصة ومن الشرق ولايتا سيدي بوزيد وسليانة. تضم القصرين أعلى قمّة جبلية في تونس وهي جبل الشعانبي الذي يعتبر امتدادا لسلسلة جبال الأطلس الصحراوي. وتحتوي الولاية على آثار رومانية وبيزنطية كثيرة (1/3 من جملة الأثار في الجمهورية التونسية) إضافة إلى قليل من الآثار الإسلامية في المدن التابعة لها مثل تلابت وحيدرة وتالة.

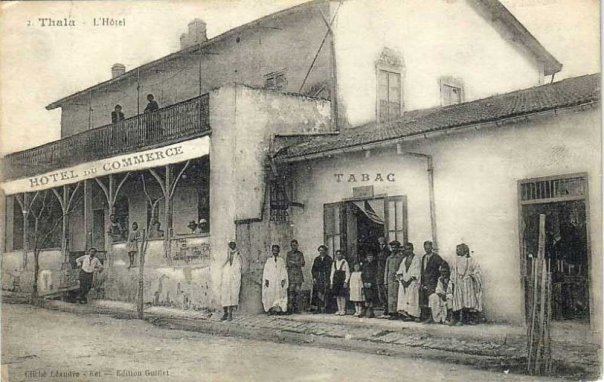
نزل في مدينة تالة قبل الاستقلال.

وتعاني الولاية منذ إسنقلال تونس من التهميش المتعمد من الحكومات التي تعاقبت على حكم تونس. حيث تضم الولاية 3 معاهد عالية فقط، اثنان منها في مدينة القصرين وواحد في مدينة سبيطلة في حين تضم ولاية صفاقس خمسة كليات، ثلاثة مدارس عليا وإحدى عشر معهد عالي. كما أن مظاهر التهميش تمثلت خاصة في الوضع الكارثي للقطاع الصحي، حيث يتم نقل المرضى مباشرة للتداوي في صفاقس وسوسة خاصة وكثيرا ما توافيهم المنية في الطريق هذا راجع بالأساس إلي تهميش الدولة للمؤسسات الصحية بالولاية.
كانت القصرين ومعتمدياتها المساهم الكبير في الثورة فمنذ 1 جانفي إندلعت أول الاحتجاجات ضد النظام البائد إلى ما بعد 14 جانفي 2011 تاريخ هروب الديكتاتور بن علي.

## التاريخ

### الأثار
تدل الشواهد الأثرية الباقية على أن القصرين كانت في العهدين الروماني والبيزنطي مدينة عرفت أوج اوجه الرقي، والمدينة بما بقي فيها من آثار الحمامات والمسارح والأقواس والأضرحة الضخمة التي تركزت حول وبالقرب من ينابيع المياه وعلى الهضاب والمرتفعات تبين أن الرومان والبيزنطيين تمكنوا من تشييد حضارة عظيمة لا تزال آثارها شاهدة عليها إلى الآن. ومن أبرز المواقع الأثرية بولاية القصرين نجد الموقع الأثري بسبيطلة الذي شهد العديد من الدراسات والحفريات منذ مطلع تعود إلى مابين سنة 1906 وسنة 1921، كما انه يوجد في تالة، حيدرة، فريانة مواقع اثرية ترقى أن تكون مواقع سياحية متميزة.
ومنذ تلك العهود، لم تذكر المصادر التاريخية والمؤرخون القدامى أي لمحة عن المراحل التي تلت الفتح الإسلامي والتي عاشتها ولاية القصرين وكأنها عاشت بمعزل عن الأحداث التي عرفتها الدول المتعاقبة على حكم تونس ولم يرد للولاية ذكر، منذ نهاية الحقبة البيزنطية وبداية الفتح الإسلامي وطيلة القرون الوسطى، ولم تبق غير الآثار الرومانية والبيزنطية. والتي تتميز بها منطقة الوسط الغربي شأنها شأن مناطق البلاد التونسية والتي تدل على أن القصرين كانت ولاية هامة وعرفت ازدهارا عمرانيا وحضاريا كبيرا.

### التاريخ الإسلامي
اكتسبت منطقة القصرين أهمية إستراتيجية كبرى زمن الفتوحات الإسلامية حيث أنه بفتحها في القرن الأول للهجرة عن طريق حملة العبادلة السبعة وعلى رأسهم التابعي عبد الله بن أبي السرح ثم حملة حسان بن النعمان استتب الأمن للمسلمين في إفريقية وذلك لأن مدينة سبيطلة التابعة للقصرين حاليا كانت عاصمة لدولة الأمازيغ التابعة للرومان آنذاك تحت إدارة الملك جرجير.

### الحرب العالمية الثانية

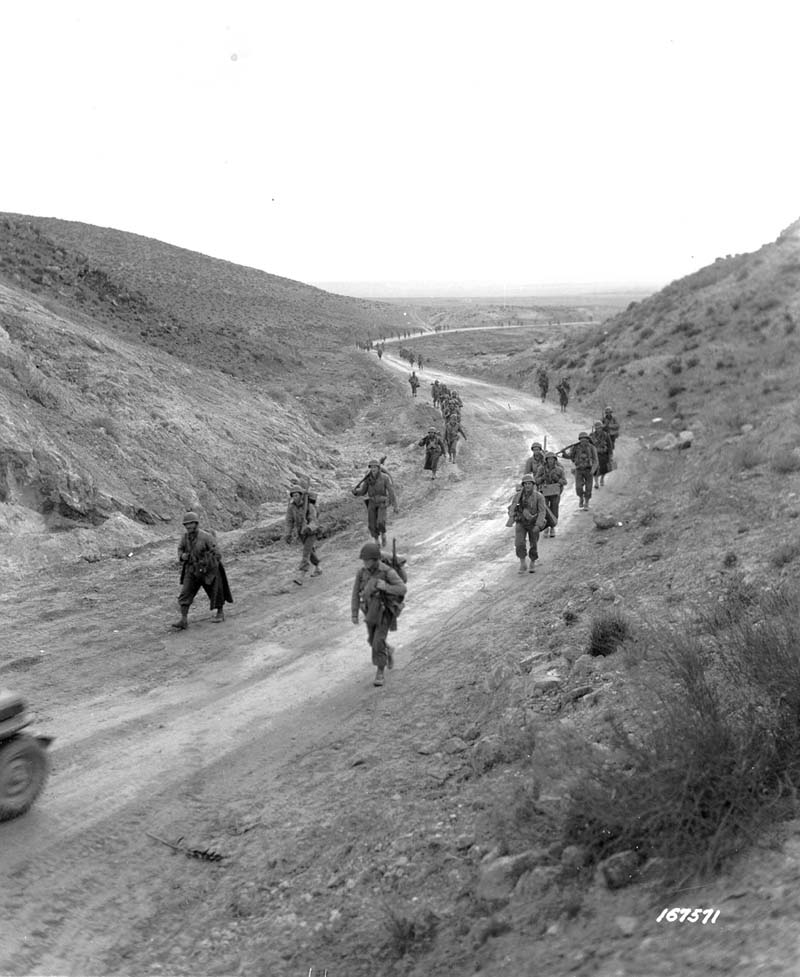
الفيلق الثاني من الفوج 16 للقوات البرية للولايات المتحدة في طريقها من القصرين إلى فريانة في 26 فيفري 1943.

معركة القصرين هي مرحلة من الحرب العالمية الثانية في شمال إفريقيا وتندرج ضمن حملة تونس في فيفري 1943. هي عبارة عن مجموعة من المعارك التي شهدتها مدينة القصرين ومدن حولها. وجمعت بين دول المحور بقيادة إرفين رومل وقوات الحلفاء بقيادة لويد فردندال.
كانت معركة هامة في تاريخ الحرب العالمية الثانية، حيث توجهت الجيوش الأمريكية والألمانية النازية. وتكبدت فيها الجيوش الأمريكية هزيمة ثقيلة جعلت تتراجع عن مواقعها بأكثر من 80 كيلومتر غرب فائض، في أولى أيام المعركة. رغم الهزائم المبكرة، عادت الجيوش الأمريكية مدعومة بقوات الاحتياط البريطانية للتمكن من هزم دول المحور.

### التاريخ الحديث
ساهمت قبائل القصرين في مقاومة تجاوزات بعض الولاة العثمانيين أثناء الحكم العثماني في الإيالة التونسية حيث كان أغلبهم رحّلاً يمتهنون الرعي وتجارة الحبوب والتمر بين الشمال والجنوب فكان يصعب على الدولة جمع الضرائب منهم. ثم قامت تلك القبائل بثورة بقيادة علي بن غذاهم الماجري على الوالي العثماني محمد الصادق باي في أواسط القرن الـ19 لقيامه بترفيع فاحش في الضرائب لأجل بناء قصر المحمدية على غرار قصر فرساي الفرنسي ظنّا منه أن القصور الفخمة من أسباب التقدّم لا من نتائجه. وحطّمت القبائل القصر بعد إفلاس خزينة الدولة ودخولها في ديون أجنبية كبيرة ساقتها إلى الدخول تحت الاستعمار الفرنسي باسم الحماية.

### الثورة في القصرين
ساهمت القصرين بنسبة كبيرة في هروب بن علي من تونس وذلك باحتجاجاتها ومظاهراتها (مسيرات التلاميذ في أول أسبوع بعد عطلة الشتاء) من 26 ديسمبر 2010 إلى 14 جانفي 2011 مما أدى إلى سقوط أكثر من 40 شهيدا في كل من حي الزهور، حي النور، تالة، فوسانة، سبيطلة، حاسي الفريد...
ومن الشعارات التي رفعت في القصرين أيام الثورة نذكر:
- بن علي يا جبان.... القصرين لا تهان
- خبز وماء بن علي لا
- لا إله إلا الله والشهيد حبيب الله

والعديد من الشعارات الثورية الأخرى

## الجغرافيا
تأسست مدينة القصرين الحديثة على عين ماء تدعى عين القائد التي ظهرت إثر انكسار جيولوجي أدى إلى رفع الطبقة الصخرية الجنوبية للمنطقة بضعة أمتار وخفض الطبقة الشمالية التي تعتبر الآن أكثر المناطق خصوبة لتراكم التربة الرسوبية فيها عبر العصور. وتأسست بلدية القصرين في الأربعينات من القرن العشرين (1945) في تجمّع سكني حول محطّة قطار نقل الفوسفاط من ولاية قفصة إلى الولايات الشمالية. وبعد استقلال البلاد من الاحتلال الفرنسي نزح كثير من القبائل إلى المدينة التي تحولت إلى مركز ولاية.
تحتل ولاية القصرين المركز الخامس وطنيا على مستوى مساحتها الترابية (8260 كم مربع)
ويتوزع سكان الولاية في 13 معتمدية.
| الاسم            | التعداد | المساحة (كلم2) |
| ---------------- | ------- | -------------- |
| تالة             | 34508   | 752.20         |
| حاسي الفريد      | 16890   | 1028.4         |
| حيدرة            | 8716    | 472.3          |
| جدليان           | 13205   | 281.25         |
| الزهور           | 20277   | 3.2            |
| سبيبة            | 42091   | 514.02         |
| سبيطلة           | 69539   | 1133.5         |
| العيون           | 18634   | 471.88         |
| فريانة           | 45787   | 950            |
| فوسانة           | 41240   | 942.4          |
| القصرين الجنوبية | 21139   | 1129.6         |
| القصرين الشمالية | 58343   | 92.5           |
| ماجل بلعباس      | 21909   | 951.5          |

توجد ولاية القصرين بإقليم الوسط الغربي للبلاد التونسية وهي متاخمة للقطر الجزائري على امتداد 220 كلم وتفصلها عن أهم مدن الجمهورية المسافات التالية:
| - تونس العاصمة 290 كم - المنستير 220 كم | - طبرقة 270 كم - قفصة 110 كم | - صفاقس 195 كم - سوسة 195 كم | - الكاف 110 كم - القيروان 128 كم |

### الحديقة الوطنية بالشعانبي

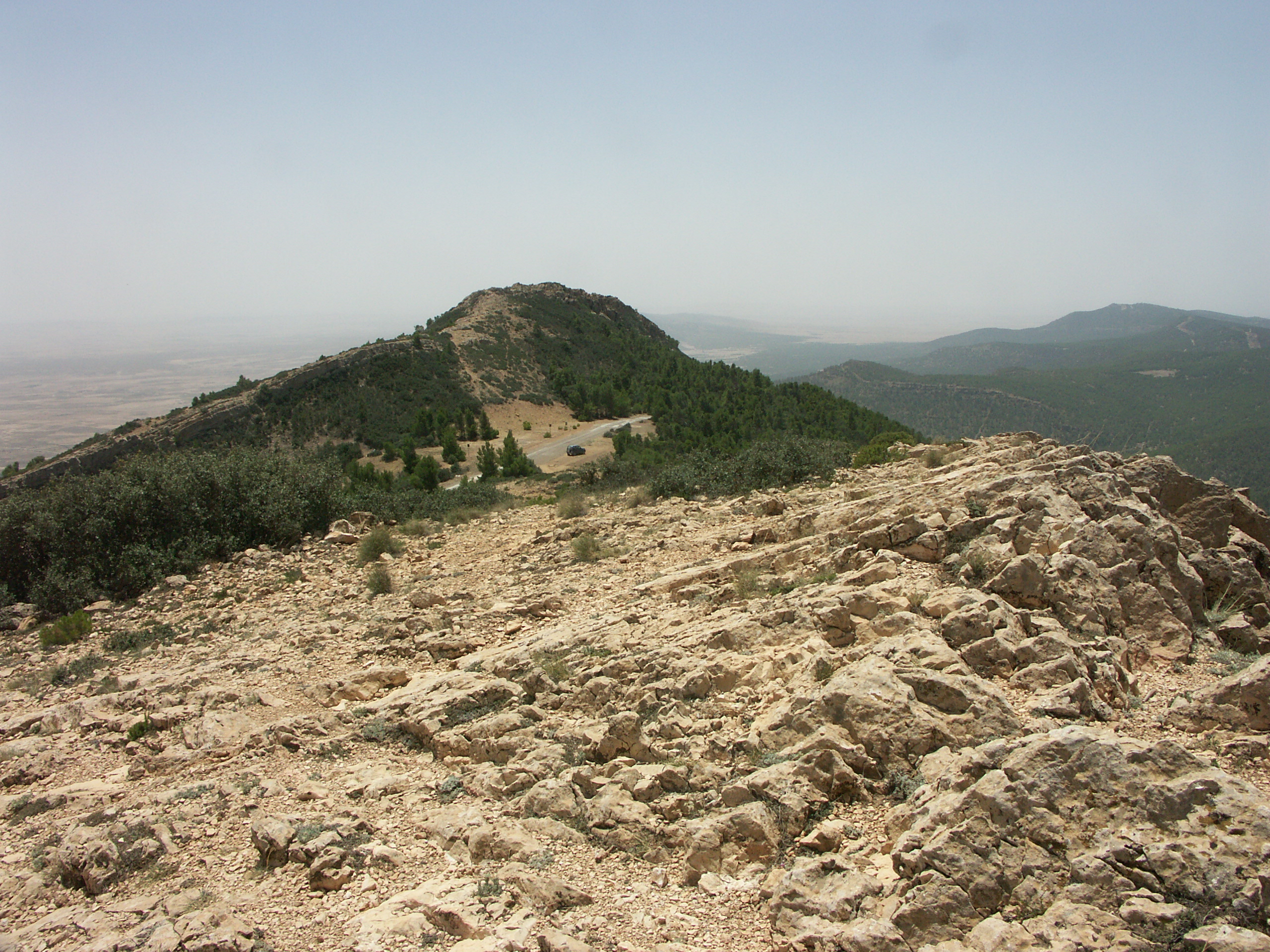
منظر عام لجبل الشعانبي.

تضم ولاية القصرين الحديقة الوطنية بالشعانبي، التي اعتبرتها منظمة الأمم المتحدة للتربية والثقافة والعلوم (يونسكو) محميّة للمحيط الحيويّ، منذ سنة 1977. وفي ديسمبر 1980 أصبحت حديقة وطنية بمقتضى أمر رئاسيّ.
كما تنتمي الولاية للسباسب العليا وتقع بالوسط الغربي للبلاد التونسية ولها شريط حدودي يبلغ 220 كلم. تتبع منطقة الظهير التونسي التي تظم جبل الشعانبي أعلى نقطة في البلاد التونسية الذي يبلغ ارتفاعه 1544 متر عن سطح البحر.

### المناخ
تتميز الجهة بمناخ شبه قاري حيث معدل كميات الأمطار200 مم إلى 400 مم في السنة., وبصيف حار وجاف نسبيا أقصاه 40 درجة في بعض الأحيان مع ليل صيفي بارد وشتاء، بارد ورطب (5 درجات) يقع تراب الولاية على ارتفاع يتراوح بين 800 و1544 متر عن سطح البحر.
إن تضاريس الولاية الجبلية جعلت من طقسها معتدلا في الصيف (حرارة لا تجاوز 35 درجة) وباردا في الشتاء ونزول الثلوج على تالة، حيدرة، العيون ومرتفعات جبل الشعانبي مع درجة حرارة أقصاها 5- في تالة. الا ان درجات الحرارة قد شهدت ارتفاعا في السنوات الفارطة لتصل إلى حدود 42 درجة في صيف سنة 2019

## السكان
اهتمّ سكان القصرين بالعلوم الإسلامية ففتحوا للغرض مدرسة دينية في مدينة فريانة التي تقطنها غالبية من بني تليل الذين يكنّون احتراماً لأحد أجدادهم المسمّى بأحمد تليل الله أي ذبيح الله وهو من شيوخ الصوفية على الطريقة القادرية. وصارت المدرسة زاوية للطريقة ثمّ أصبحت فرعا من مدرسة جامع الزيتونة أكبر منارة للعلم في الشمال الإفريقي قبل جامع الأزهر بمصر وجامع القرويين بالمغرب الأقصى. وما زالت مدرسة فريانة المسماة حالياً بزاوية سيدي تليل تخرّج حفّاظاً وشيوخ علم رغم منع التعليم الديني في البلاد إبّان قيام الجمهورية على يد الحبيب بورقيبة أول رؤساء الجمهورية التونسية.

### البنية القبلية
تتكون البنية القبلية للولاية أساسا من قبيلتي الفراشيش وماجر اللتين اختلف المؤرّخون في أصلهما أعربي هو أم أمازيغي أم من بقايا الرومان، غير أن الأرجح أن تكون القبيلتان من الأمازيغ الذين تعرّبوا تماما إثر هجرة بني هلال إلى إفريقية في القرن الخامس للهجرة علماً أن المنطقة كانت معبرا رئيسيا لبني هلال إلى الجزائر. ومن القبائل الأخرى أصيلة القصرين قبيلة أولاد تليل لأو بني تليل التي تنتسب إلى الخليفة الراشد عثمان بن عفان وقبيلة أولاد عسكر أو بني عسكر المنتسبة إلى الخليفة الراشد ابن عم الرسول محمد صلى الله عليه وسلّم علي بن أبي طالب. أما بني تليل فيقطنون جنوب الولاية على تخوم قفصة حيث تقطن قبيلة الهمامة الهلاليّة. وأما قبيلة بني عسكر فيتمركز أكثرها شرقي الولاية على تخوم قبيلة الهمامة أيضا المقيمين في ولاية سيدي بوزيد. ومن الجدير بالذكر أن التاريخ شهد خصومات بين قبيلة الفراشيش وقبيلة الهمامة جعل حكّام البلد من العرب والأتراك يوطّنون قبائل عربية ذات نسب عريق وشريف مثل بني عسكر وبني تليل بين القبيلتين لإيقاف المعارك بينهما.
وتعتبر قبيلة الفراشيش أكبر القبائل القاطنة بولاية القصرين وأكبر أفخاذها، أولاد زبد//القصارنية وهما أول من قطن بالمنطقة أما بالنسبة لبقية الأفخاذ وهم بنو وزاز الذين ينقسمون إلى الأفيال والحنادرة والفرضة وأولاد ناجي وأولاد محمد وأولاد غيدة فقد كانو منتشرين على التخوم المجاورة لجبال الشعانبي والسلوم وأولاد البداي المنتشرون في بنماقطة.

### التوزع الديموغرافي
يقطن ولاية القصرين 412.278 نسمة حسب إحصائيات سنة 2004، وتعتبر مدينة القصرين بمعتمدياتها الثلاثة أكثر المناطق اكتضاضا بالسكان في الولاية، حيث تضم بمفردها 76243 ساكن:
| البلدية     | ذكور  | إناث  | المجموع | الأسر | المساكن |
| القصرين     | 38091 | 38152 | 76243   | 15717 | 17323   |
| القصرين     | 10337 | 9645  | 19982   | 4436  | 5118    |
| حي النور    | 17708 | 18276 | 35984   | 7247  | 7803    |
| الزهور      | 10046 | 10231 | 20277   | 4034  | 4402    |
| سبيطلة      | 10091 | 10162 | 20253   | 4168  | 4628    |
| سبيبة       | 2938  | 3057  | 5995    | 1225  | 1369    |
| جدليان      | 1928  | 2062  | 3990    | 757   | 806     |
| تالة        | 6855  | 7113  | 13968   | 3088  | 3530    |
| حيدرة       | 1510  | 1599  | 3109    | 757   | 902     |
| فوسانة      | 2693  | 2929  | 5622    | 1119  | 1335    |
| فريانة      | 12135 | 12063 | 24198   | 4579  | 5015    |
| تلابت       | 2785  | 3007  | 5792    | 1064  | 1147    |
| ماجل بلعباس | 2573  | 2430  | 5003    | 873   | 1032    |

## الاقتصاد
تتنوع الأنشطة الاقتصادية في ولاية القصرين بين التجارة، الفلاحة، الصناعة التقليدية والنفط. وتضل الفلاحة النشاط الرئيسي في الولاية عبر إنتاج التفاح في معتمدية سبيبة وفوسانة واللوز وزيت الزيتون في أغلب مناطق الولاية خاصة معتمدية سبيطلة. وبالرغم من أهمية الموارد المائية في معتمدية سبيطلة فإن الولاية تفتقر للفلاحة السقوية. ويمثل السكان النشطون بالولاية نسبة 20.3% من مجموع السكان، 26.8% منهم في قطاع الفلاحة و4% منهم في الحرف.

### الصناعة
يوجد بالولاية معمل لعجين الحلفاء والورق أسس في ستينات القرن الماضي وهو المصنع الوحيد لعجين مادة الحلفاء في البلاد التونسية، كذلك توجد بالولاية عدة مصانع صغيرة للنسيج المعد للتصدير.

#### الفسفاط
وقع اكتشاف مدخرات تقدر بأكثر من 26 مليون طن من الفسفاط بمعتمدية جدليان، ومن المقرر أن تنتهي أشغال التنقيب في شهر جوان 2014. وبحسب التقديرات الأولية فإن كميات الفسفاط التي سيقع اكتشافها يمكن إستغلالها لفترة تتراوح بين 25 و30 سنة وستمكن من تشغيل أكثر من 500 شاب من شباب المنطقة.

#### النفط
يقع حقل الدولاب وسمامة في معتمدية سبيطلة على بعد قرابة 40 كلم شمال مدينة القصرين، في منطقة جبلية ارتفاعها 1000 متر وهو تحت إشراف شركة البحث عن النفط واستغلاله بالبلاد التونسية. انطلق الإنتاج في حقل الدولاب في 12 أفريل 1968 وينتج 000 230 برميل سنويا وبلغت الكمية القصوى المنتجة سنة 1974، 1200 متر مكعب يوميا. وحسب تقرير منظمة أوابك لسنة 2002، فإن الدولاب من المدن التونسية المصدرة للنفط عبر أنابيب ذات قطر 6 بوصات. كما يوجد حقل تامصميدة في مدينة فريانة.

#### الرخام
توجد هذه المادة بكثرة في مدينة تالة ونظرا للتهميش المتعمد فرخام هذه المدينة يصقل في الساحل التونسي، هذا وتتطالب القصرين بعد الثورة بفتح مصنع للغرض.

#### الإسمنت الأبيض
بالنسة لهذا الإسمنت، يوجد له مصنع وحيد في مدينة فريانة، وهو شراكة تونسية-جزائرية في الماضي أما الآن فهو ذو شراكة تونسية-برتغالية ويقع هذا المعمل على الحدود الجزائرية التونسية.

### الفلاحة
يحتل القطاع الفلاحي مكانة متميزة في اقتصاد الجهة وذلك باعتبار الدور الهام الذي يلعبه في تحقيق الأمن الغذائي والمساهمة الفعلية في تكريس التوازنات الاقتصادية وتوفير الشغل. وذلك بفضل القرارات التي فاقت 1400 قرارا مكنت من تحديثه وتأهيله وإصلاح هياكله وجعله ينفرد بنجاح في منظومة الإنتاج والتصدير عبر شبكة متكاملة من منشآت تعبئة الموارد المائية بلغت ما يقارب 5000 بئر سطحية مجهزة و 800 بئر عميقة 96 وحدة بين بحيرات وسدود جبلية ساهمت في توسيع مساحات المناطق السقوية لتتجاوز 24 ألف هكتار، مما جعل الجهة تحتل الصدارة في زراعات معينة منها البيولوجية وآخر فصلي وخاصة الطماطم والبطاطا التي يتجاوز حجم إنتاجها 109 ألف طن بالإضافة إلى تخصصها في مجال الأشجار المثمرة.
يأتي التفاح الذي تجاوز محصوله السنوي 60 ألف طن سنة 2008 والمشمش والتين الشوكي فضلا عن دورها المتميز في تزويد السوق الوطنية بالعديد من المنتوجات مثل الخرفان والعسل والزقوقو وزيت الإكليل وهي خاصيات جهوية تكرسها طبيعة التربة والمناخ.
ويعتبر قطاع تربية الماشية بالجهة ثاني قطاع محوري في الاقتصاد الزراعي بالمنطقة.

### السياحة

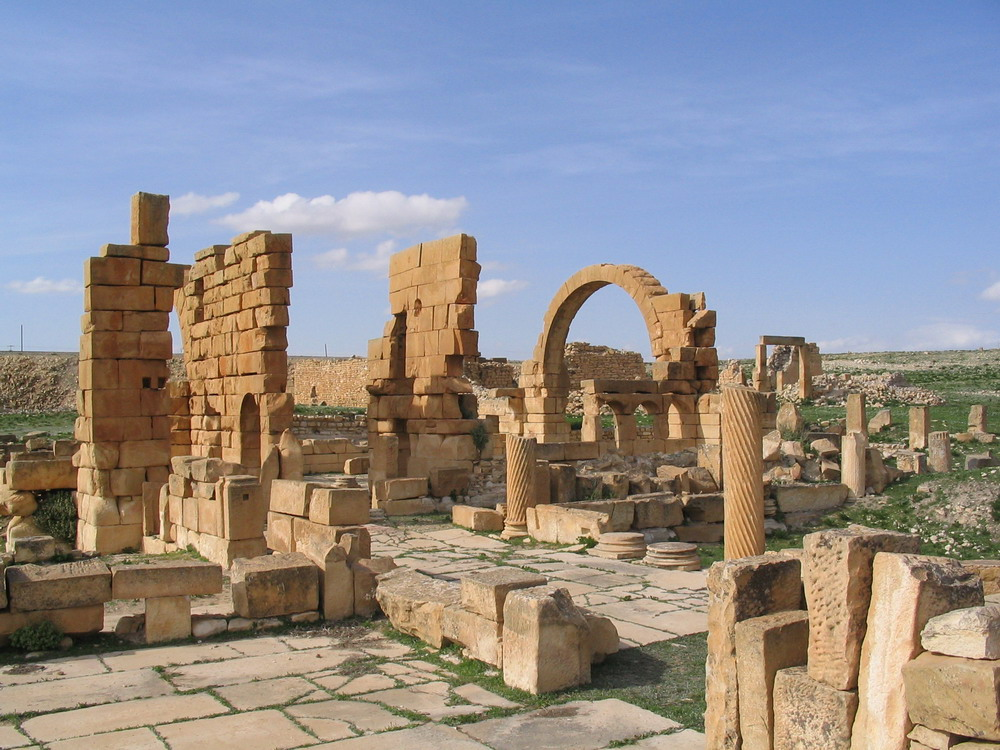
الموقع الأثري بحيدرة.

تمتاز ولاية القصرين بإمكانيات إيكولوجية هامة من أبرزها الحديقة الوطنية بالشعانبي التي تمسح 7000هك والمصنفة عالميا ضمن محميات المحيط الحيوي منذ سنة 1977، وتنفرد الولاية بمخزون اثري يمثل أكثر من 25% من المخزون الأثري الوطني (مواقع رومانية مثل سفيطلة، أميدرة، السليوم، تلابت..) مؤرخة لحقبات تاريخية وحضارات إنسانية متنوعة.
ولتنويع قاعدتها الاقتصادية انطلقت الجهة في توظيف منتوجها الأثري والبيئي في مجال السياحة الثقافية لتشكل حلقة ربط بين سياحة الشواطئ والسواحل وسياحة الواحات والصحراء بالجنوب التونسي خاصة بعد فتح مسلك سياحي يثمن هذا المنتوج ويمتد من محمية بوهدمة في سيدي بوزيد إلى المواقع الرومانية بولاية سليانة عبر ولاية القصرين.
كما تشكل كثافة المنتزهات الطبيعية والغابية التي تقارب ربع الثروة الوطنية مجالا لتطوير أنشطة السياحة الأيكولوجية والسياحة الصحية الاستشفائية باعتبار ما تختص به هذه المنطقة من هواء نقي ومياه عذبة إضافة إلى ما توفره منطقة بولعابة من مياه حرارية أثبتت الدراسات جدواها في المجال الصحي والاستشفائي التي تهيئ الأرضية الخصبة للمستثمرين.

## الثقافة

الملصق الدعائي للدورة 13 لمهرجان ربيع سبيطلة الدولي.

### المهرجانات
توحد بالولاية العديد من التظاهرات الثقافية، من أبرزها مهرجان القصرين الصيفي، مهرجان ربيع سبيطلة الدولي، مهرجان سيدي تليل المغاربي بفريانة، مهرجان سبيبة للتفاح وعيد الرعاة.

### الفن الشعبي
تشتهر القصرين بالقصبة الشاوية والقصبة التونسية ولها عديد الفنانين البارزين في هذا النمط الغنائي المتميز، من أبرزهم الشيخ رضا المساهلي ابن منطقة عين الخمايسية ،الشاب صاليح، الشاب جيلاني، منجي فيالة، زينة القصرينية، سعيد الغيلاني والعديد من المغنين الاخرين الذين سطع نجمهم في ولاية القصرين.

## التعليم
تعاني الولاية القصرين تهميشا لا مثيل له في قطاعها التعليمي وذلك من حيث العديد من الجهات ونتبين ذلك من خلال تمركزها في المراتب الاخيرة لنسب النجاح في امتاح الباكالوريا على مدار سنين كثيرة.
مما ادى إلى ظهور بعض المدارس والمعاهد الخاصة التي يلتجئ إليها الاولياء بحثا عن تعليم جيد لأبنائهم

### التعليم الأساسي
يوجد بالولاية أكثر من 60 مدرسة ابتدائية عمومية موزعة على كافة معتمديات وعمادات وقرى الولاية وعلى الرغم من افتقارها للمعدات اللازمة للتدريس إلا أن هذه المدارس تسهر على تربية أبناء الولاية.

### التعليم الإعدادي
بالرغم من عددها الوفير إلا أن هذه المعاهد الاعدادية أو أغلبيتها لا يحتوي على المعدات اللازمة للندريس بشكل جيد وهذا راجع إلى الدولة الممثلة في وزارة التربية إذ أنها عملت على تهميش الولاية حتى في التعليم.

### التعليم الثانوي
تزخر الولاية بعدد كبير من المعاهد الثانوية التي تسهر على تنشئة رجال القصرين بالرغم من النقص الحاد في التجهيزات لكن لم يشفع هذا العدد في امتلاك الولاية لمركب جامعي
من أبرز معاهد الولاية:
- معهد القصرين - القصرين
- معهد أبو القاسم الشابي - القصرين
- معهد المنار - القصرين
- معهد ابن شرف - تالة
- معهد فوسانة - فوسانة
- معهد 02 مارس 1934 - القصرين
- معهد فريانة - فريانة

### التعليم الجامعي
لطالما حلم أهالي الولاية بمركب جامعي تتوفر فيه جميع الاختصاصات إلا أن الدولة عملت على عدم امتلاك هذه الجهة المناضلة على حقها في جامعة مستقلة بالرغم من وجود عدد كبير من التلاميذ الذين يجتازون امتحان البكالوريا في هذه الولاية، إذ أن هذه الأخيرة تحتوي فقط على معهد العالي للدراسات التكنولوجية، معهد عالي للفنون والحرف والمعهد العالي للدراسات التطبيقية في الإنسانيات بسبيطلة، وهي مؤسسات تابعة لجامعة القيروان.

## السياسة

### الولاة
- 1956 - 1957: مصطفى الخطباني
- 1957 - 1958: الهادي المبروك
- 1959 - 1960: أحمد بلالونة
- 1960 - 1961: محرز بالأمين
- 1961 - 1964: محمد بسباس
- 1964 - 1966: محمد بالأمين
- 1966 - 1969: محمد تريكي
- 1969 - 1970: عبد السلام القلال
- 1970 - 1973: توفيق الصيد
- 1973 - 1978: الهادي الجديدي
- 1978 - 1979: نجيب الدريسي
- 1979 - 1980: رمضان راحلي
- 1980 - 1981: عبد الرحان مكراني
- 1981 - 1983: قنطاوي مرجان
- 1983 - 1984: الصادق مرزوق
- 1984 - 1986: محمد المكي
- 1986 - 1987: عبد الكريم عزيز
- 1987 - 1988: محمد بن سعد
- 1988 - 1990: الهادي عياش
- 1990 - 1993: مبروك البحري
- أغسطس - ديسمبر 1993: صالح القاسم
- 1993 - 1994: بشير الجمعي
- 1994 - 1998: محمد لمين العابد
- 1998 - 2000: الحبيب الحداد
- 2000 - 2001: صلاح الدين العابد
- 2001 - 2003: محمود المهيري
- 2003 - 2005: محمد العيد قيدوسي
- 2005 - 2010: حسن الاجري
- 2010 - 2011: محمد الحافظ الشريف
- 2 فبراير 2011: صلاح الدين عموشي (منع من العمل)
- 19 فبراير - 5 أغسطس 2011: عمر الحاج سليمان
- 5 أغسطس 2011 - 27 أغسطس 2012: بشير البدوي
- 27 أغسطس 2012 - 28 فبراير 2014: محمد سيدهم
- 28 فبراير 2014 - 22 أغسطس 2015: عاطف بوغطاس
- 22 أغسطس 2015 - 16 سبتمبر 2016: الشاذلي بوعلاق
- 17 سبتمبر 2016 - 21 يونيو 2017: حسن الخديمي
- 21 يونيو 2017 - الأن: سمير بوقديدة[23]
- 1 أوت 2019 - الآن : محمد شمسه[24]

### روؤساء البلديات
ملاحظة: كلهم عينوا بداية من سنة 2011 ما عدى علي الهرماسي.
- فوسانة: الزين نصرلي
- فريانة: علي الهرماسي (عين سنة 2018 وهو الرئيس الحالي لبلدية فريانة)
- القصرين: ماهر بوعزي (تم عزله في 2014)
- تلابت: محمد غرسلي
- سبيطلة: الناصر محمودي
- حيدرة: جمال السعدي
- جدليان: محمد الحبيب العامري
- ماجل بالعباس: رمضان المنصوري
- تالة: محسن السعيدي
- سبيبة: بلقاسم السلماوي

### الأحزاب السياسية
توجد بالقصرين العديد من فروع الأحزاب التونسية منها الجهوي والمحلي، من هذه الأحزاب نذكر حركة النهضة، حزب التكتل وحزب المؤتمر من أجل الجمهورية. كما تجدر الإشارة إلى أن نواب ولاية القصرين لم يدافعوا عن القصرين ولم يساهموا في بعث المشاريع فيها.

## النقل

محطة السكة الحديدية بسبيطلة.

الشركة الجهوية للنقل بالقصرين هي شركة قديمة نسبيا، يوجد مقرها بالقصرين، ويتكون أسطولها من أكثر من 70 حافلة للنقل الجهوي والوطني. كما تحتوي ولاية القصرين على العديد من المحطات رئيسية لسكك الحديد بناها المستعمر الفرنسي (مائوية محطة القصرين: 2014) مخصصة كلها لنقل البضائع من وإلى القصرين وهي تابعة للشركة الوطنية للسكك الحديدية:
- محطة القصرين
- محطة فوسانة
- محطة سبيطلة
- محطة حيدرة
- محطة تالة

## الصحة
تحتوي ولاية القصرين مجموعة من المرافق الصحية الجهوية المتمثلة في مستشفيات جهوية ومستوصفات، ومراكز رعاية صحاية، وهي تحت إشراف المندوبية الجهوية للصحة بالقصرين.

### جائحة كورونا
سجلت الولاية حالات إصابة بجائحة فيروس كورونا 2019–20، ولم يتجاوز عدد الإصابات بالوباء 8 حالات إلى حدود 26 أفريل 2020. كما لم تسجل الولاية أية حالة وفاة إلى حدود التاريخ ذاته.

## الرياضة

### المستقبل الرياضي بالقصرين

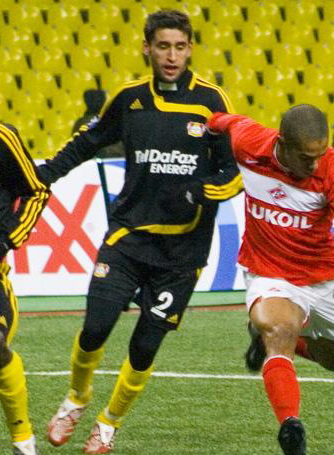
كريم حقي في مباراة لباير ليفركوزن سنة 2007.

ينشط في المدينة فريق المستقبل الرياضي بالڨصرين وهو نادٍ رياضي تونسي مقره مدينة الڨصرين. ينشط فريق كرة القدم للنادي في الرابطة التونسية المحترفة الثانية لكرة القدم. عرف الفريق فترته الذهبية في نهاية الثمانينات عندما صعد للمرة الأولى للدرجة الأولى سنة 1987 وبقي الفريق في الدرجة الأولى ثلاثة سنوات قبل النزول إلى الدرجة الثانية. عاد إلى النخبة سنة 1992 لكنه ما لبث أن عاد إلى الثانية في الموسم التالي. من أبرز لاعبي النادي اللاعب كريم حقي.
للنادي أيضا فرق تنشط في رياضة كرة اليد وكرة السلة.

### الاتحاد الرياضي بسبيطلة
هو نادي رياضي من مدينة سبيطلة. كان ينشط في الرابطة التونسية الثالثة لكرة القدم مجموعة الوسط وقد صعد سنة 2014 إلى الرابطة المحترفة الثانية. تأسس النادي سنة 1962, وترشح لأول مرة في تاريخه للمربع الذهبي لكأس تونس في 9 جوان 2013, مع كل من شبيبة القيروان، النادي البنزرتي والمستقبل الرياضي بالمرسى وهي فرق تنشط في الرابطة التونسية المحترفة الأولى لكرة القدم.
كما ينشط في الولاية عدة أندية رياضية أخرى وهي النادي الرياضي بفوسانة, تالة الرياضية, نجاح سبيبة, الأمل الرياضي بجدليان ونجم حي الزهور. وهي نوادي كرة قدم تنشط في رابطة القصرين-سيدي بوزيد.

### المنشأت الرياضية
تحتوي ولاية القصرين على عدة منشأت رياضية لكنها تفتقر إلى الصيانة والتجيزات اللازمة لضمان عملها ومن هذه المنشأت القاعة المغطاة، الملعب البلدي بمدينة القصرين وعديد الملاعب العادية في كل من تالة، سبيطلة، فريانة، فوسانة أغلبها ملاعب غير معشبة. ويمكن القول أن البنية التحتية الرياضية بالقصرين هي بنية هشة من حيث التجهيزات ومن حيث توزعها على كامل معتمديات وعمادات الولاية في انتظار لفتة قوية من وزارة الشباب والرياضة.

## توأمة
- إقليم ألب كوت دازور،  فرنسا منذ 2011.

## وصلات خارجية
- (بالعربية) موقع واب بلدية القصرين
- موقع القصرين في دليل مدن العالم
- (بالعربية) موقع واب ولاية القصرين

## مواضيع ذات صلة
- الحديقة الوطنية بالشعانبي
- أحداث جبل الشعانبي